# Бронепалубні крейсери типу «Зента»
Крейсери класу «Зента» були другою серією малих крейсерів флоту Австро-Угорщини, що призначались для підтримки міноносців, виконання розвідувальних, патрульних функцій. Були збудовані крейсери «Зента» (нім. Zenta), «Асперн» (нім. Aspern), «Сігетвар» (угор. Szigetvár). Їх збудували на військовій верфі Пули (1896–1900). На 1910 їх вже вважали морально застарілими.

## Конструкція
Згідно з концепцією автора проекту Зігфріда Поппера (Siegfried Popper) крейсери повинні були розвивати значну швидкість і задля полегшення маси кораблі були позбавлені панцирного захисту. Вздовж ватерлінії були встановлені 20 мм листи мідно-цинкового сплаву вагою у 106 т. Було передбачене встановлення допоміжних парусів площею 586 м². Двотрубні крейсери мали панцирну палубу товщиною 50 мм. Вони були озброєні вісьмома 120 мм гарматами і десятьма 47 мм гарматами фірми «Шкода». Доволі потужні парові машини дозволяли розвинути швидкість у 20 вузлів.

## Історія
Крейсер «Зента» назвали на честь містечка на Тисі, де 1697 цісарське військо розбило турецьку армію султана Мустафи ІІ. Крейсер «Асперн» назвали на честь поселення під Віднем, де 1809 австрійське військо завдало поразки армії Наполеона. Крейсер «Сігетвар» назвали на честь героїчної оборони містечка Сігетвар 1566 перед турецькою армією Сулеймана I Пишного.
В час Першої світової війни вже 16 серпня 1914 крейсер «Зента» був потоплений вогнем англо-французької ескадри (17 кораблів) біля міста Бар у Чорногорії. Два інші крейсери після війни передали Британії, яка продала їх на металобрухт.

### Зента

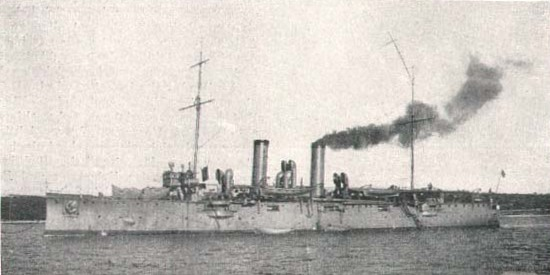
«Зента». 1914

Крейсер брав участь у придушенні Боксерського повстання у Китаї (1900). При поверненні корабель відвідав Кобе, Гонконг, Нагасакі, Сінгапур, Шанхай. У 1902–1903 здійснив походи навколо Африки, до Південної Америки. З 1912 перебував у резерві. Після початку війни здійснював блокаду узбережжя Чорногорії.

### Асперн

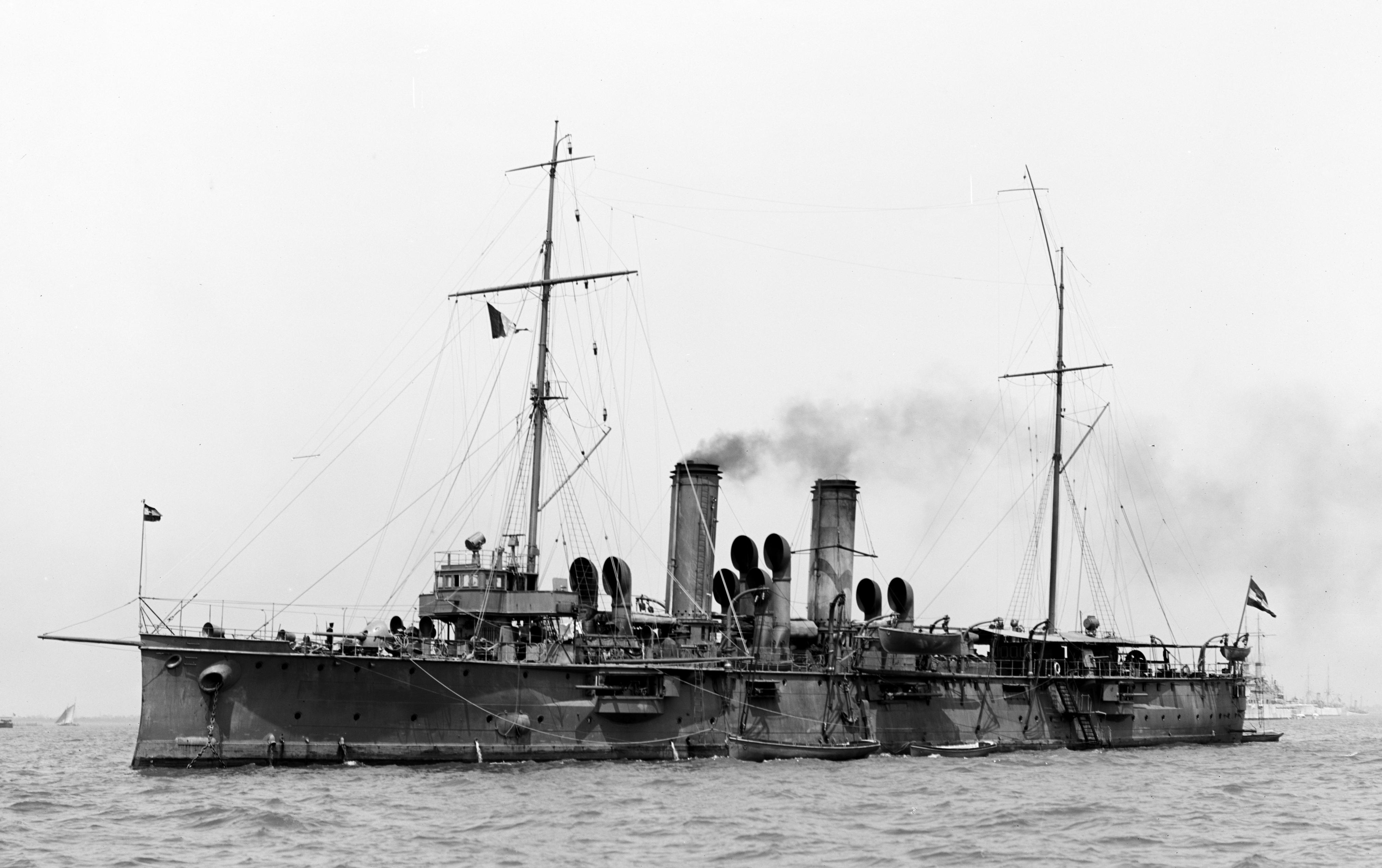
«Асперн». 1907

Брав участь у блокаді Китаю (1900), де виконував функцію корабля-стаціонера (1903–1905). Брав участь у блокаді Леванту (1905, 1912), здійснив перехід до США (1907), корабель-стаціонар у Трієсті (1909–1910), блокаді узбережжя Чорногорії (1913). З пчатком війни патрулював Адріатичне море, 2 серпня 1916 без пошкоджень взяв участь у 45-хвилинному бої з англійським крейсером «Ліверпуль», італійським «Nino Bixio», вісьмома італійськими міноносцями. З 14 березня 1918 перетворений на казарму команд мінерів у Полі.

### Сігетвар

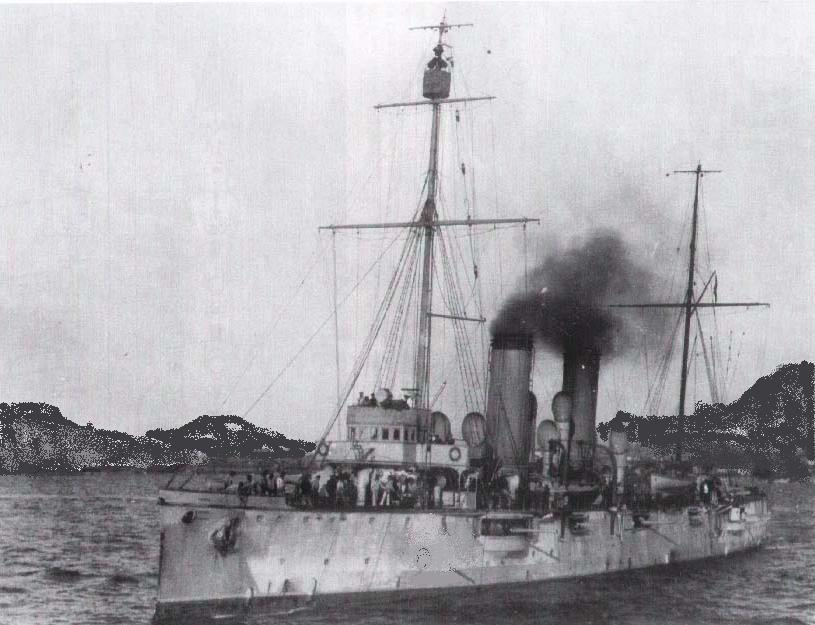
«Сігетвар»

Крейсер здійснив дружній візит до Північної Америки, країн Європи (1901–1902), брав участь у блокаді Леванту (1905), поході до Східної Азії (1906, 1912), був кораблем-стаціонаром у Константинополі (1910–1911; 1913–1914). В час війни патрулював Адріатичне море (1914), обстрілював узбережжя Італії (1915). 14 березня 1918 перетворений на казарму.

## Джерело
- Erwin S. Sieche: Die Kreuzer der k. und k. Marine (= Marine-Arsenal mit internationalen Flottennachrichten und Marinerundblick 27). Podzun-Pallas u. a., Wölfersheim-Berstadt u. a. 1994, ISBN 3-7909-0506-2.